# Efferia intermedius
Efferia intermedius är en tvåvingeart som beskrevs av Lamas 1971. Efferia intermedius ingår i släktet Efferia och familjen rovflugor. Inga underarter finns listade i Catalogue of Life.